# La Bazoge-Montpinçon
La Bazoge-Montpinçon est une commune française, située dans le département de la Mayenne en région Pays de la Loire, peuplée de 966 habitants.
La commune fait partie de la province historique du Maine, et se situe dans le Bas-Maine.

## Géographie
À 29 km de Laval et 5 km de Mayenne, La Bazoge-Montpinçon est une petite bourgade qui vit au calme et dans la verdure, à l'écart des grands axes routiers. D'une superficie de 844 ha, son territoire est traversé, du sud-est au nord-est, par un affluent de l'Aron (un ruisseau qui sourd à Bourgnouvel). Il s'étale dans une dépression du bassin inférieur de l'Aron où l'altitude varie de 111 à 134 m, le bourg se trouvant situé à la cote de 118 m. Il est dominé au nord par la butte de la Rogerie. Il y a bien longtemps, une voie ancienne — qui reliait Montsûrs à Mayenne — et une autre — qui allait de Mayenne à Jublains — traversaient ce territoire sans toutefois se diriger vers la localité.	
En 1696, La Bazoge-Montpinçon comptait dix métairies qui produisaient du blé, de l'avoine et du sarrasin. À cette époque, le sol, qui laissait encore croître quelques landes, arborait un bon nombre de prairies mais on le signalait comme « bon et froid ». Cette commune recensait dix-huit fermes en 1843. De nos jours, elle possède de nombreux pâturages et ses agriculteurs s'adonnent à la pratique de la polyculture ; ils élèvent également des bovins et des porcins.

### Communes limitrophes
| Mayenne | Aron                 | Aron     |
| Moulay  | La Bazoge-Montpinçon | Belgeard |
| Moulay  | Belgeard             | Belgeard |

### Climat
Pour des articles plus généraux, voir Climat des Pays de la Loire et Climat de la Mayenne.
En 2010, le climat de la commune est de type climat océanique altéré, selon une étude du CNRS s'appuyant sur une série de données couvrant la période 1971-2000. En 2020, Météo-France publie une typologie des climats de la France métropolitaine dans laquelle la commune est exposée à un climat océanique et est dans la région climatique  Moyenne vallée de la Loire, caractérisée par une bonne insolation (1 850 h/an) et un été peu pluvieux. 
Pour la période 1971-2000, la température annuelle moyenne est de 10,6 °C, avec une amplitude thermique annuelle de 13,7 °C. Le cumul annuel moyen de précipitations est de 815 mm, avec 12,7 jours de précipitations en janvier et 7,4 jours en juillet. Pour la période 1991-2020, la température moyenne annuelle observée sur la station météorologique de Météo-France la plus proche, sur la commune de Mayenne à 4 km à vol d'oiseau, est de 11,7 °C et le cumul annuel moyen de précipitations est de 849,9 mm,. Pour l'avenir, les paramètres climatiques de la commune estimés pour 2050 selon différents scénarios d'émission de gaz à effet de serre sont consultables sur un site dédié publié par Météo-France en novembre 2022.

## Urbanisme

### Typologie
Au 1er janvier 2024, La Bazoge-Montpinçon est catégorisée bourg rural, selon la nouvelle grille communale de densité à sept niveaux définie par l'Insee en 2022.
Elle est située hors unité urbaine. Par ailleurs la commune fait partie de l'aire d'attraction de Mayenne, dont elle est une commune de la couronne,. Cette aire, qui regroupe 27 communes, est catégorisée dans les aires de moins de 50 000 habitants,.

### Occupation des sols
L'occupation des sols de la commune, telle qu'elle ressort de la base de données européenne d’occupation biophysique des sols Corine Land Cover (CLC), est marquée par l'importance des territoires agricoles (89,4 % en 2018), en diminution par rapport à 1990 (94 %). La répartition détaillée en 2018 est la suivante : 
prairies (64,5 %), terres arables (23,5 %), zones urbanisées (6,4 %), espaces verts artificialisés, non agricoles (4,2 %), zones agricoles hétérogènes (1,4 %). L'évolution de l’occupation des sols de la commune et de ses infrastructures peut être observée sur les différentes représentations cartographiques du territoire : la carte de Cassini (XVIIIe siècle), la carte d'état-major (1820-1866) et les cartes ou photos aériennes de l'IGN pour la période actuelle (1950 à aujourd'hui).

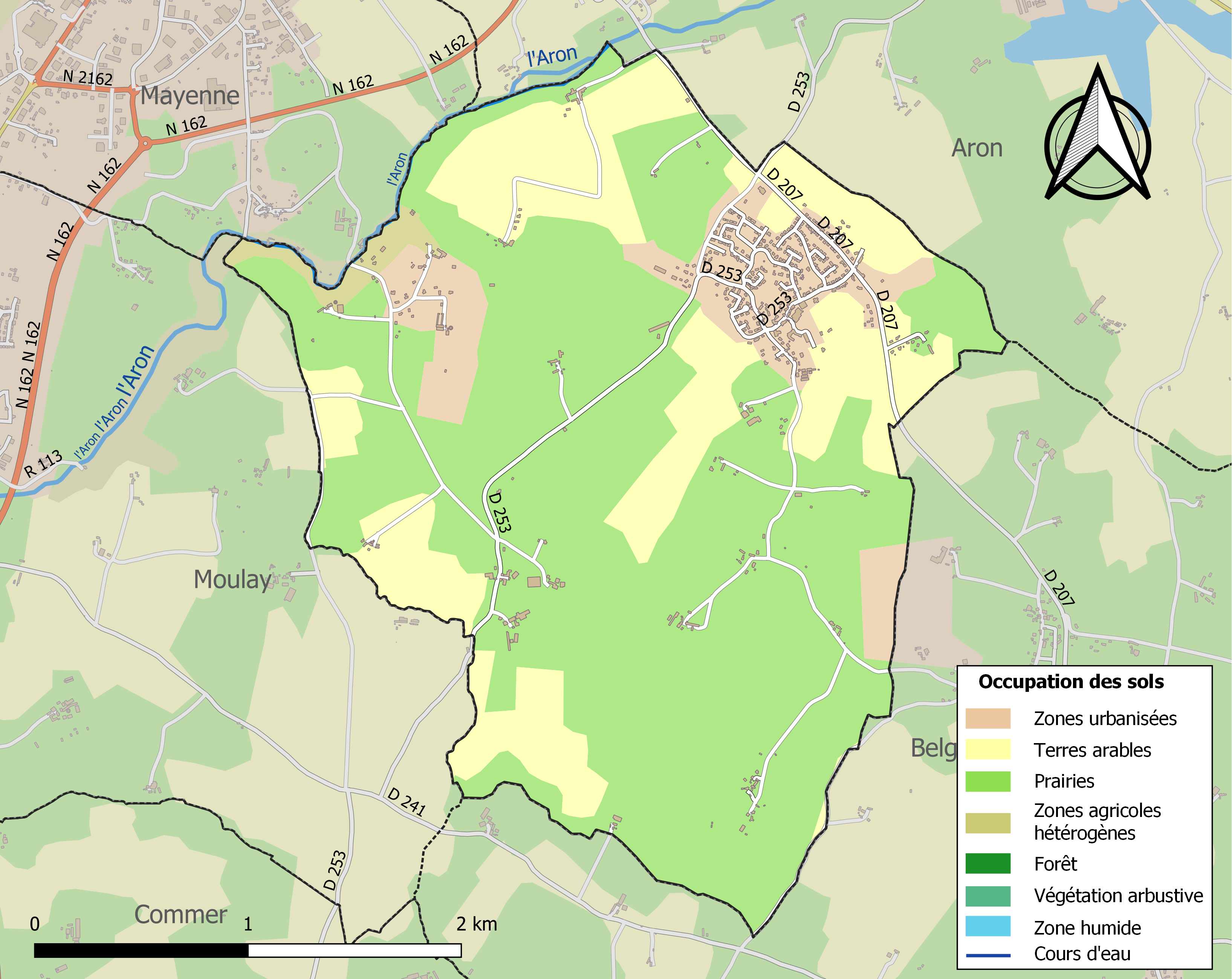
Carte des infrastructures et de l'occupation des sols de la commune en 2018 (CLC).

## Toponymie
En 989, on identifie La Bazoge-Montpinçon avec la « Villa Basilgeacum » une ville donnée par Robert de Blois à l'abbaye d'Évron. La forme La Bazogia de Monte Pinsonis est attestée au XIe siècle. Bazoge est issu du latin basilica, « marché » puis « église ». Ecciesia de Bazogla Montepinsonis en 1125, Parrochia de Monte Picsonis en 1252, en 1503, le village prend le nom de Basouge de Montpinczon, ou encore Montpinçzon en 1503. La paroisse de La Bazoche-Montpinçon, non loin de Mayenne a porté un moment (au moins au début du XVIIe) le nom de Petite-Bazoche : La Petite-Bazoche de Montpinson (1601, Cab. Leblanc), De Parvis Bazochiis-soubs-Montpinçon (1609, Insinuations eccl.). Elle est appelée encore Montpuçon en 1715, la paroisse semble avoir adopté son appellation actuelle, en 1789. Montpinçon est le nom de son fief le plus important qui avait des droits d'usage dans la lande de Chauvry.
Le gentilé est Bazogéen.

## Histoire

### Féodalité
En 1125, pendant l'épiscopat d'Hildebert, l'église de La Bazoge Montpinçon était donc une dépendance de l'abbaye d'Évron. Par la suite, elle devait cesser de l'être mais les religieux conservèrent encore longtemps des droits dans La Bazoge et, en 1474, ils donnaient toujours à bail, à très long terme, la métairie de la Martinaie.
En 1408, Brisegaud des Arglantiers recevait de sa mère, Jeanne Le Voyer, « le fief et féage de Montpinçon » qui a pu conserver son manoir du XVIe siècle. Le domaine fut probablement vendu par Christophe des Arglantiers à Sébastien Roland, sieur de Beauchêne, en 1552. La terre de Beauchêne, une terre considérable de la paroisse, semble à l'origine, avoir été possédée par une famille de ce nom. Avec le fief des Cartes de Moulay et celui de Beauchêne, Montpinçon fut adjugé à Louis de Champagne, seigneur de la Cour de Commer, en 1635, mais le seigneur de Bourgon le retira féodalement en 1643. En 1669, « la terre et seigneurie » appartenait à Madeleine de Souvré, dame de Bourgon, et à Urbain Térard, sieur de Pérouseau. Le seigneur de Bourgon possédait encore la seigneurie en 1723, bien qu'à cette date, tous les actes officiels donnaient à Mazarin, duc de Mayenne, le titre de seigneur fondateur de la paroisse (1696, 1700 et 1777).
Au fil de son histoire, la bourgade subit, le 16 février 1616 et le 19 janvier 1618, la volonté des « gens de guerre » qui empêchaient tout acte de culture. Elle se rappelle qu'en 1618 la neige resta sur la terre pendant sept semaines. Outre les vœux généraux, les cahiers de doléances de 1789 demandaient « qu'on ne fasse pas travailler aux grandes routes pendant les semailles et pendant la récolte pour ne pas obliger les fermiers à payer trop cher les domestiques ».
En 1696, La Bazoge-Montpinçon comptait dix métairies qui produisaient du blé, de l'avoine et du sarrasin. À cette époque, le sol, qui laissait encore croître quelques landes, arborait un bon nombre de prairies mais on le signalait comme « bon et froid ». Cette commune recensait dix-huit fermes en 1843. De nos jours, elle possède de nombreux pâturages et ses agriculteurs s'adonnent à la pratique de la polyculture ; ils élèvent également des bovins et des porcins.

## Politique et administration
Le conseil municipal est composé de quinze membres dont le maire et quatre adjoints.

## Population et société

### Démographie
L'évolution du nombre d'habitants est connue à travers les recensements de la population effectués dans la commune depuis 1793. Pour les communes de moins de 10 000 habitants, une enquête de recensement portant sur toute la population est réalisée tous les cinq ans, les populations de référence des années intermédiaires étant quant à elles estimées par interpolation ou extrapolation. Pour la commune, le premier recensement exhaustif entrant dans le cadre du nouveau dispositif a été réalisé en 2006.
En 2022, la commune comptait 966 habitants, en évolution de −3,3 % par rapport à 2016 (Mayenne : −0,73 %, France hors Mayotte : +2,11 %).
La commune compte environ 210 habitants en 1726, 320 en 1831, 298 en 1881, 265 en 1898 (dont 48 agglomérés et le reste disséminé en 24 fermes, closeries et écarts) et 243 en 1908.
| 1793 | 1800 | 1806 | 1821 | 1831 | 1836 | 1841 | 1846 | 1851 |
| ---- | ---- | ---- | ---- | ---- | ---- | ---- | ---- | ---- |
| 282  | 203  | 294  | 300  | 302  | 327  | 305  | 298  | 290  |

| 1856 | 1861 | 1866 | 1872 | 1876 | 1881 | 1886 | 1891 | 1896 |
| ---- | ---- | ---- | ---- | ---- | ---- | ---- | ---- | ---- |
| 268  | 288  | 297  | 279  | 298  | 296  | 271  | 269  | 265  |

| 1901 | 1906 | 1911 | 1921 | 1926 | 1931 | 1936 | 1946 | 1954 |
| ---- | ---- | ---- | ---- | ---- | ---- | ---- | ---- | ---- |
| 271  | 243  | 205  | 196  | 196  | 183  | 196  | 181  | 194  |

| 1962 | 1968 | 1975 | 1982 | 1990 | 1999 | 2006 | 2011 | 2016 |
| ---- | ---- | ---- | ---- | ---- | ---- | ---- | ---- | ---- |
| 149  | 163  | 201  | 334  | 495  | 525  | 753  | 934  | 999  |

| 2021 | 2022 | - | - | - | - | - | - | - |
| ---- | ---- | - | - | - | - | - | - | - |
| 993  | 966  | - | - | - | - | - | - | - |

### Label
La commune est un village fleuri (trois fleurs) au concours des villes et villages fleuris.

### Sports

#### Football
L'Union sportive La Bazoge-Montpinçon-Belgeard fait évoluer deux équipes de football en divisions de district.

## Culture locale et patrimoine

### Lieux et monuments

#### Église

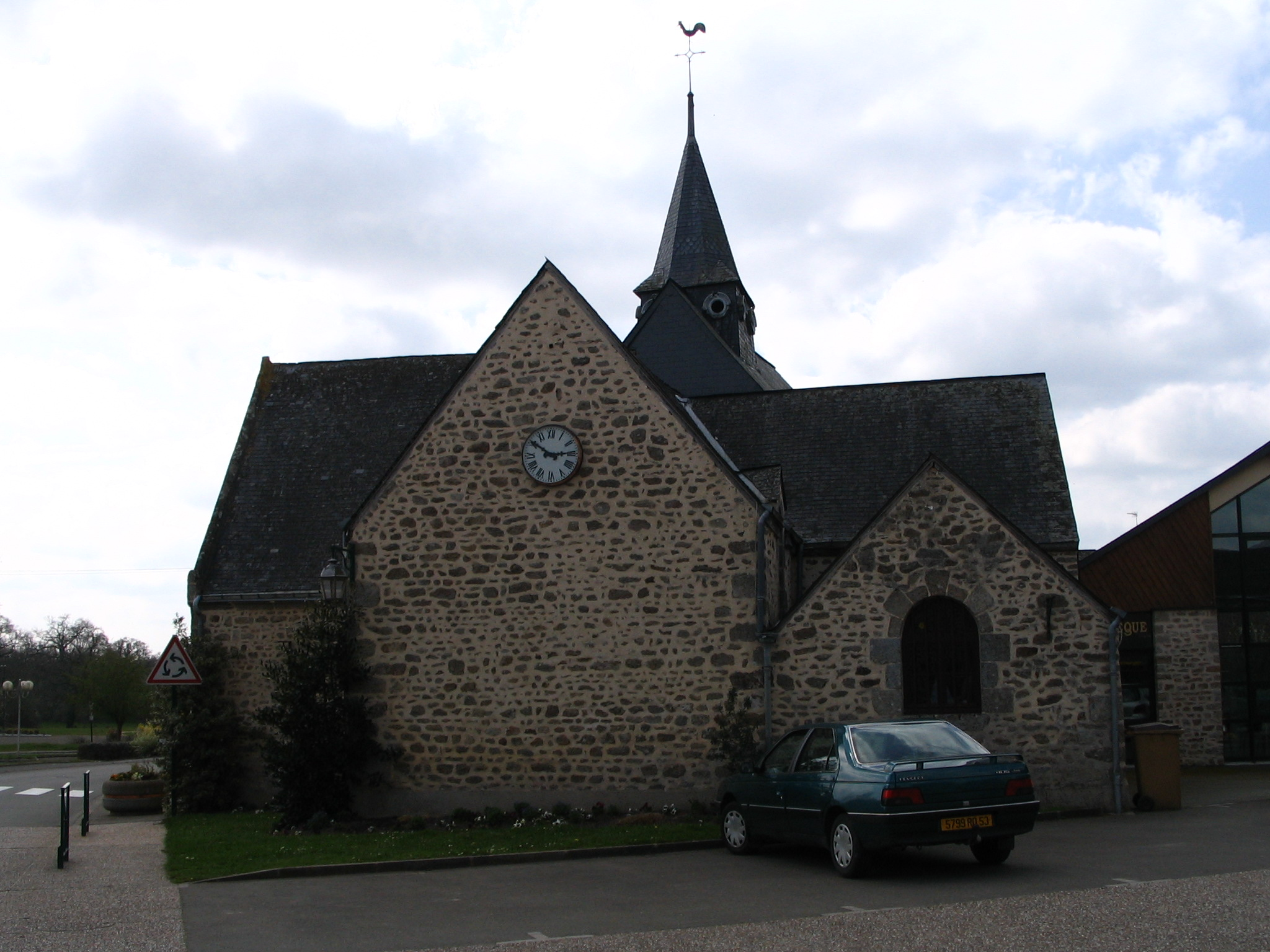
L'église de l'Assomption.

La petite église romane dédiée à l'Assomption conserve une architecture du XVe siècle pour une population de 300 âmes à l'époque. Elle abrite un retable du XVIIIe siècle. Sa particularité est de posséder deux pierres tombales marquées de croix pattées et nimbées devant l'entrée de la chapelle. Elles ne mesurent qu'un mètre de long et sont datées du XIe ou du XIIe siècle.
Son inventaire de 1906 ne put se dérouler lors de la première tentative, il eut lieu le mercredi 14 mars. Ce jour-là, l'église se trouvait remplie de fidèles qui priaient et protestaient avec leur curé.

### Personnalités liées à la commune
- Julienne Girault (1887 - 1955) a fui la rigueur de sa famille paysanne pour faire un mariage d'amour. Elle est partie dans le Pas-de-Calais à Haillicourt village. Connue pour ses services et sa culture, femme de lettres, elle a contribué à l'éducation populaire et au bénévolat.